# Рівняння Майорани
Рівняння Майорани — релятивістське чотирьохкомпонентне спінорне хвильове рівняння. Названо на честь італійського фізика Етторе Майорани.

## Означення
Рівняння Майорани в раціональній системі одиниць записується як:
{\displaystyle -i{\partial \!\!\!{\big /}}\psi +m\psi _{c}=0\qquad \qquad (1)}
де диференційний оператор {\displaystyle {\partial \!\!\!{\big /}}} записаний в скороченому записі, що включає матриці Дірака і підсумовування за спінорними компонентами.
У цьому рівнянні, {\textstyle \psi _{c}} зарядово спряжена величина до {\textstyle \psi }, яка може бути визначена в базисі Майорани як
{\displaystyle \psi _{c}:=i\psi ^{*}.\ }
За допомогою цього визначення рівняння Майорани може бути записано як:
{\displaystyle i{\partial \!\!\!{\big /}}\psi _{c}+m\psi =0\qquad \qquad (2)}.
В обох випадках, величина {\textstyle m} називається маса Майорани.

## Властивості

### Схожість з рівнянням Дірака
Рівняння Майорани подібно до рівняння Дірака є чотирьохкомпонентним спінорним, містить матриці Дірака і масовий член, але, на відміну від нього, включає зарядово спряжену величину {\textstyle \psi _{c}} спінорної величини {\textstyle \psi }. На відміну від рівняння Майорани, рівняння Вейля є двокомпонентним спінорним без маси.

### Збереження заряду
Використання обох величин {\textstyle \psi } і {\textstyle \psi _{c}} в рівнянні Майорани означає, що поле, що описується величиною {\textstyle \psi } не може бути пов'язано з зарядженим електромагнітним полем без порушення збереження заряду, оскільки частинки мають протилежний заряд по відношенню до своїх власних античастинок. Щоб задовольнити це обмеження, поле {\textstyle \psi } має бути нейтральним.

## Кванти поля
Кванти поля, що описується рівнянням Майорани, допускають два класи частинок: нейтральну частинку і її нейтральну античастинку. Часто застосовується додаткова умова {\textstyle \Psi =\Psi _{c}}, яка приводить до однієї нейтральної частинки, у цьому випадку {\textstyle \psi } відомий як «Майорановскій спінор». Для Майоранівського спінору рівняння Майорани еквівалентно рівнянню Дірака.

### Майорановський ферміон
Частинки, що відповідають спінору Майорани, відомі як майорановські ферміони, через зазначене вище обмеження самоспряження. Всі ферміони, що входять в Стандартну модель, не можуть бути майоранівськими ферміонами (оскільки вони мають ненульовий електричний заряд, вони не можуть бути тотожними своїм античастинкам) за винятком нейтрино (яке нейтрально).
Теоретично нейтрино є можливим виключенням з цієї схеми. Якщо це так, то можливий безнейтринний подвійний бета-розпад, а також порушення закону збереження лептонного числа при розпаді мезонів і заряджених лептонів. В даний час готується низка експериментів, які дослідять, чи є нейтрино майорановським ферміоном.